# オヒ・オモイユアンフォ
オヒ・オモイユアンフォ（英語: Ohi Omoijuanfo, 1994年1月10日 - ）は、ノルウェー・オスロ出身のサッカー選手。中国サッカー・超級リーグ・長春亜泰足球倶楽部所属。ポジションはフォワード。

## 経歴
2010シーズンの最終節にリールストロムSKの選手として16歳300日のエリテセリエン史上最年少得点記録を樹立した。
2019年3月21日、モルデFKに3年契約で移籍した。2021シーズンに29試合27得点でエリテセリエン得点王となった。
2021年7月3日、レッドスター・ベオグラードに3年契約で2022年1月1日にフリー移籍することが発表された。
2022年8月30日、ブレンビーIFに移籍した。
2025年1月11日、長春亜泰足球倶楽部に移籍した。

## 代表歴
世代別のノルウェー代表に選出され、2017年6月13日のスウェーデン戦でA代表デビューを果たした。

## 家族
父がナイジェリア人で母がノルウェー人。兄のマイケル・オモイユアンフォもサッカー選手。

## タイトル

### クラブ
モルデFK
- エリテセリエン：2019

レッドスター・ベオグラード
- セルビア・スーペルリーガ：2021-22
- セルビア・カップ：2021-22

### 個人
- エリテセリエン得点王：2021